# Menêdemo de Pirra
Menêdemo de Pirra (português brasileiro) ou Menédemo de Pirra (português europeu), Lesbos, foi um filósofo grego que viveu em c. 350 a.C, membro da Academia de Platão, durante o período de  Espeusipo.
Quando Espeusipo faleceu em 339 a.C., uma eleição foi realizada para o próximo mestre da Academia. Menêdemo e Heráclides do Ponto por muito pouco perderam o cargo para Xenócrates.  Menêdemo deixou a Academia, e criou uma escola própria.